# Climat de l'Angleterre

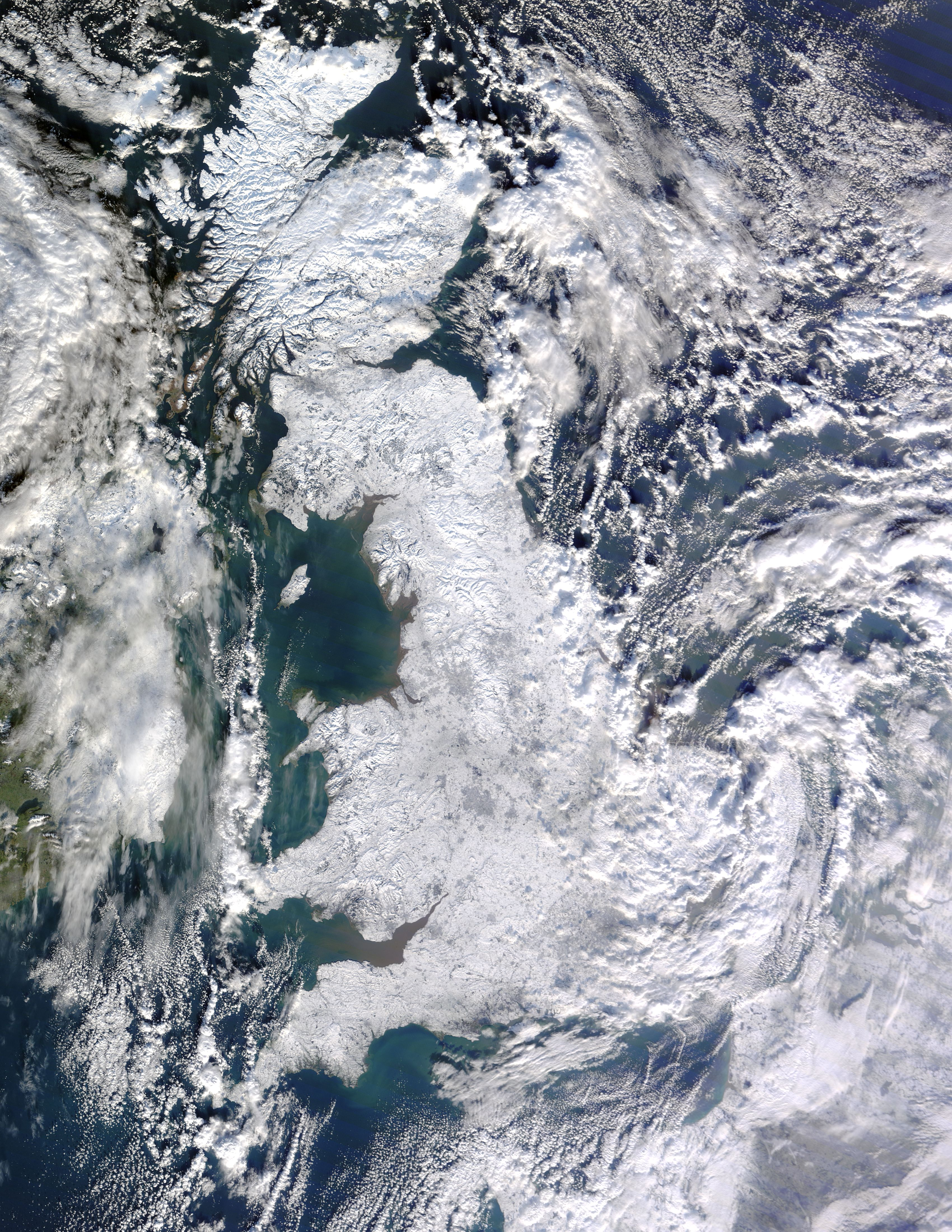
La Grande-Bretagne sous une tempête de neige exceptionnelle en janvier 2010

L'Angleterre est située dans l'hémisphère nord. Elle fait partie de l'île de la Grande-Bretagne, située au Nord-Ouest de l'Europe.
Le climat est de type tempéré océanique. Il est cependant variable, plus humide à l'Est et au Nord, et plus continental au Sud-Est. Les précipitations sont assez importantes. Celles-ci tombent rarement sous forme de neige. C'est une des régions européennes qui connaît le plus grand nombre de dépressions météorologiques, en raison de sa localisation sur la façade de l'Océan Atlantique.